# Amalrik II van Montfort
Amalrik II van Montfort (circa 1056 - 1089) was van 1087 tot aan zijn dood heer van Montfort. Hij behoorde tot het huis Montfort-l'Amaury.

## Levensloop
Amalrik II was de zoon van heer Simon I van Montfort uit diens eerste huwelijk met Isabella van Broyes, dochter van Hugo Bardoul, heer van Broyes. 
Na de dood van zijn vader in 1087 werd Amalrik graaf van Montfort. Hij bleef dit tot aan zijn eigen overlijden in 1089, na een regeerperiode van ongeveer twee jaar. 
Aangezien hij ongehuwd en kinderloos was gebleven, werd Amalrik II opgevolgd door zijn halfbroer Richard.